# 파툴린
파툴린은 다양한 곰팡이에서 만들어지는 진균독의 하나로, 주로 Aspergillus속과 Penicillium속이 있다. 파툴린은 썩는 사과에서 발견할 수 있으며, 상품 사과에서 파툴린의 양을 사과의 질을 측정하는 데 나타낸다.
파툴린은 특별히 강한 독은 아니다. 동물실험에서 정확히 밝혀내지 못했지만, 몇몇 연구에서 세포독이라는 것을 보였는데, 이는 파툴린이 발암 물질이라 할 수 있다. 또 파툴린은 항생 물질이다.
몇몇 국가에서는 사과 생산에서 파툴린 양에 제한을 두었다. 세계 보건 기구는 사과 주스에 파툴린이 리터 당 50µg을 넘지 않도록 권장하고 있다.
유럽 연합에서는 사과 주스와 사이다에 킬로그램 당 50µg으로 제한했다. 사과는 킬로그램 당 25µg으로, 유아와 어린이에게는 킬로그램 당 10µg으로 제한했고, 이는 2003년 11월부터 시행했다.

## 참조
1. ↑  Merck Index, 11th Edition, 7002
2. ↑  “Patulin: a Mycotoxin in Apples” (PDF). 《Perishables Handling Quarterly》 (91): 5. August 1997. 2008년 12월 17일에 원본 문서 (PDF)에서 보존된 문서. 2010년 12월 5일에 확인함.
3. ↑  Merck Index, 11th Edition, 7002.
4. ↑  “Foodborne hazards (World Health Organization” (PDF). 2007년 9월 27일에 원본 문서 (PDF)에서 보존된 문서. 2007년 1월 22일에 확인함.
5. ↑  Patulin 보관됨 2011-09-28 - 웨이백 머신 information leaf from Fermentek